# Coelotrachelus venustus
Coelotrachelus venustus är en skalbaggsart som beskrevs av Schmidt 1911. Coelotrachelus venustus ingår i släktet Coelotrachelus och familjen Aphodiidae. Inga underarter finns listade i Catalogue of Life.